# Alessandro Orlando
Alessandro Orlando (ur. 1 czerwca 1970 w Udine) – włoski piłkarz, grający na pozycji obrońcy, trener piłkarski.

## Kariera piłkarska

### Kariera klubowa
Wychowanek klubu Udinese, w barwach którego w 1987 rozpoczął karierę piłkarską. W sezonie 1989/90 został wypożyczony do Parmy. W 1991 przeszedł do Sampdorii, ale po roku wrócił do Udinese. W 1993 został zaproszony do Milanu. W latach 1994–1995 bronił barw Juventusu, z którym zdobył mistrzostwo Włoch. Potem występował w klubach Fiorentina, ponownie Udinese, Treviso, Cagliari, Padova, Pordenone, Cologna Veneta, Tamai i Manzanese. W 2008 został piłkarzem Flumignano, w którym zakończył karierę piłkarską w roku 2013.

### Kariera reprezentacyjna
W 1992 roku występował w młodzieżowej reprezentacji Włoch. Również bronił barw kadry olimpijskiej.

## Kariera trenerska
W 2008 będąc jeszcze piłkarzem rozpoczął pracę trenerską w klubie Flumignano. Od 2014 do 2016 trenował zespół Sevegliano. W sezonie 2016/17 stał na czele Sangiorginy. Następnie pracował w drużynie Ol3.

## Sukcesy i odznaczenia

### Sukcesy klubowe
Sampdoria
- zdobywca Superpucharu Włoch: 1991

Milan
- mistrz Włoch: 1993/94
- zdobywca Superpucharu Włoch: 1993, 1994
- zdobywca Ligi Mistrzów: 1993/94

Juventus
- mistrz Włoch: 1994/95
- zdobywca Pucharu Włoch: 1994/95

Fiorentina
- zdobywca Pucharu Włoch: 1995/96